# Pyrrhocoris apterus
A Pyrrhocoris apterus, comummente conhecida como percevejo-da-tília ou percevejo-do-fogo, é uma espécie da família dos Pyrrhocoridae, que se destaca pela sua coloração vermelha e preta. São insectos hemipteros que vivem de forma gregária, de tal sorte que, amiúde, se podem encontrar em grandes concentrações nos biótopos que lhes são próprios.

## Descrição
Trata-se de um hemíptero, cujas dimensões podem alternar entre os 6 milímetros e meio aos doze milímetros de comprimento. Tem um corpo oval, sendo que a parte superior é plana e a inferior é abaulada. A forte coloração vermelha e o seu padrão de ornamentações de ocelos pretos – dos quais se destaca, uma pinta preta e redonda em cada hemiélitro – bem como a coloração do abdómen, são características emblemáticas da espécie. O escutelo também é preto. O pronoto é vermelho nas extremidades, sendo que ao meio possui uma mancha preta de formato sensivelmente retangular, que, em geral, se triparte numa mancha frontal maior e em duas manchas parciais posteriores menores. O clavus dos seus hemiélitros é preto.
Têm uma cabeça preta, que apresenta um formato triangular, sendo bastante grossa, pelo que normalmente é mais comprida do que larga, quando vista de cima, não apresentando ocelas. Os olhos são vermelhos. As antenas são compridas e formadas por quatro segmentos individuais.

Possui um aparelho bucal retráctil, com o qual se alimenta de seiva.

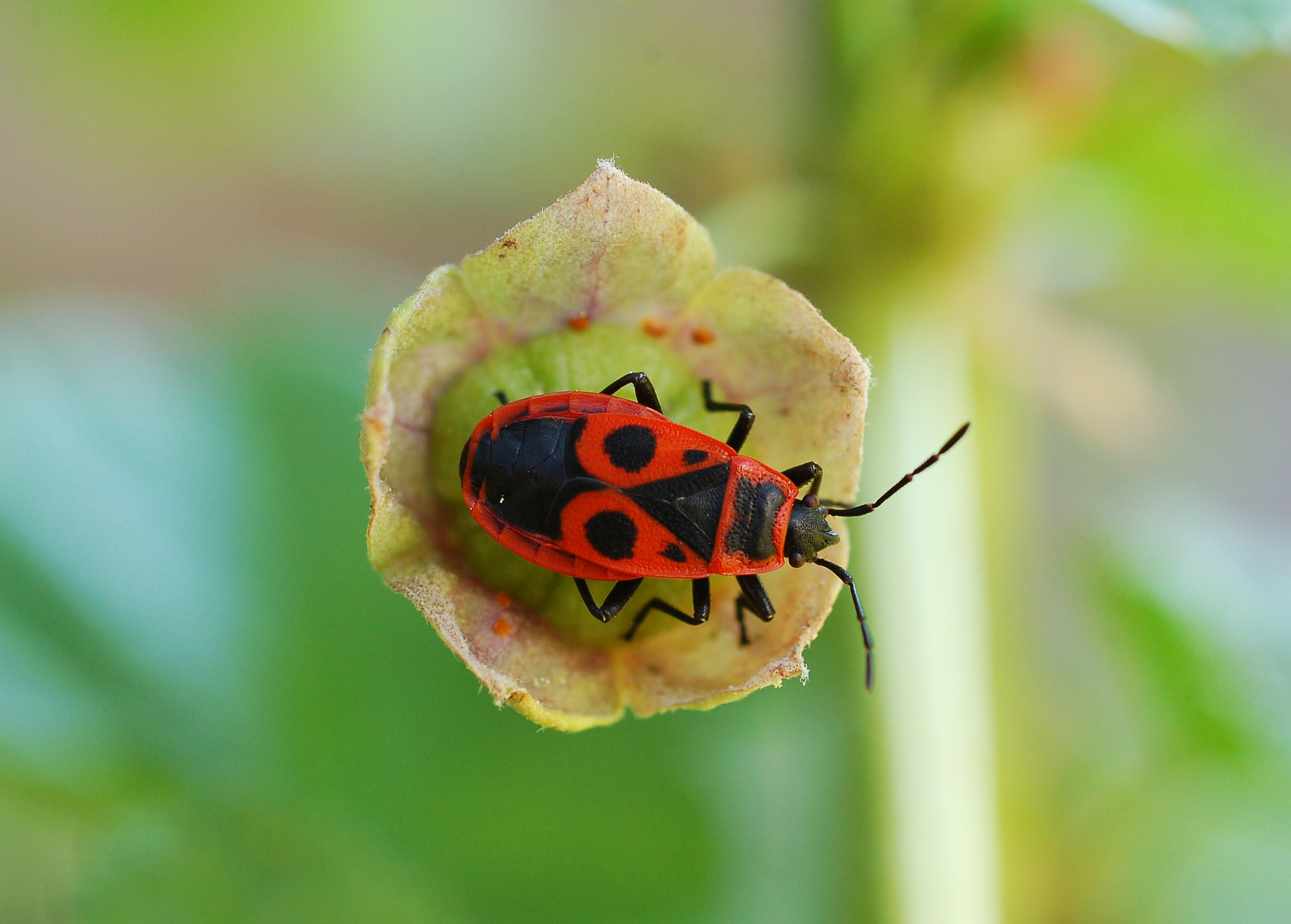
Percevejo comum em frutos de malva silvestre

A grande maioria, cerca de 95 por cento, dos espécimes apresenta asas vestigiais de reduzidas dimensões, não sendo por isso capazes de voar. Daí que o epíteto desta espécie seja apterus, do grego ἄπτερος apteros, que significa «sem asas». No entanto, há uma minoria de 5 por cento dos percevejos-da-tília, que dispõe de asas de maiores dimensões que lhes chegam até à ponta do abdómen, trata-se dos percevejos-da-tília macrópteros. Em todo o caso, apesar de alados, estes insectos normalmente não conseguem voar. Há casos pontuais de espécimes de percevejos-da-tília macrópteros que são dotados de asas totalmente funcionais e que efectivamente voam, mas não se entende que correspondam à maioria.

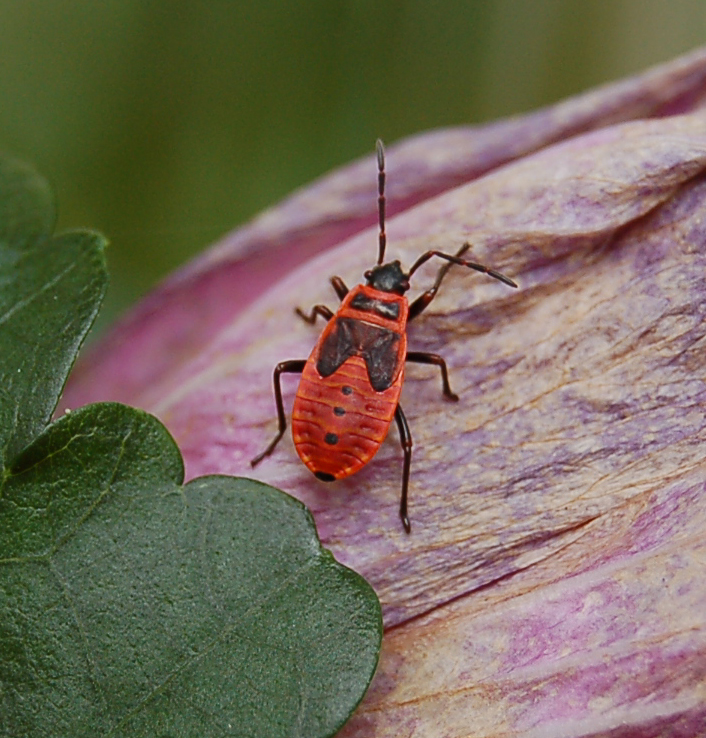
ninfa do percevejo-da-tília

Foram feitos estudos que asseveraram que os percevejos-da-tília macrópteros cumprem um papel importante na disseminação da espécie, porquanto correm mais ativamente e cobrem distâncias maiores do que os outros percevejos-da-tília. Ademais, as fêmeas dos percevejos-da-tília macrópteros demonstram uma conduta mais activa e diligente do que as de asas curtas.
As ninfas têm um abdómen predominantemente avermelhado, no qual existem várias pequenas pintas pretas redondas ao longo do dorso.

## Distinção
Os percevejos-da-tília macrópteros podem ser, por vezes, confundidos com o percevejo-preto-e-vermelho (Lygaeus equestris). O Scantius aegyptius também exibe uma coloração e padrões muito semelhantes, sendo natural apenas no sul da Europa, mas é facilmente distinguível pela parte inferior do abdómen, que é vermelha e pela mancha preta redonda no cório que é, geralmente, mais reduzida.
Por vezes, pode confundir-se com a Corizus hyoscyami, que embora seja muito parecido, se distingue do percevejo-da-tília por apresentar a cabeça vermelha e os olhos pretos, durante a fase adulta, ao passo que o Pyrrhocoris apterus tem a cabeça preta e os olhos vermelhos, bem como exibe padrões de pintas pretas diferentes dos do percevejo-da-tília. Além disso, tem a traseira do abdómen com um triângulo integralmente negro, ao passo que o percevejo-da-tília tem um rebordo vermelho à volta do triângulo negro traseiro.

## Distribuição
Estes insectos são comuns em grande parte do Paleártico. Vivem na região do Mediterrâneo, encontram-se de Norte a Sul em África, sendo certo que estão ausentes da África Subsaariana, e aparecem, ainda, nas Ilhas Canárias. A área de distribuição estende-se, ainda, a Leste da Ásia Central, a Oeste da Sibéria, ao Norte da China e até ao Paquistão.
A espécie tem-se espalhado largamente para Norte nas últimas décadas, sendo certo que ainda se encontra ausente no Norte das Ilhas Britânicas e na Escandinávia.
A espécie já fora relatada como estando presente na América do Norte na década de vinte do século XIX, seguindo-se, porém, um hiato de quase um século de quaisquer evidências oficiais ou concretas da sua presença, até muito recentemente, tendo sido observada no estado americano de Utah, perto de Salt Lake City, em 2019.
Vivem no solo, se bem que, ocasionalmente, também trepam pelo restolho ou pelos troncos das árvores do género Tilia. Ocorre, amiúde, também junto a plantas da família das Malváceas.

## Portugal
O percevejo-da-tília dispersa-se amplamente por Portugal continental, surgindo de Norte a Sul, tanto no interior como no litoral, marcando presença também no arquipélago dos Açores, mais propriamente na ilha de São Miguel.

## Dieta
Sugam a seiva das plantas, bem como as sementes e os frutos caídos. A fonte alimentar mais importante das espécies na Europa são as sementes da espécie de tília (Tilia spp.), daí o nome percevejo-da-tília, que as caracteriza. No entanto, também se podem encontrar ao pé das sementes de plantas herbáceas de família das malvas, como o hibisco (Hibiscus), o malvaísco (Althaea) e a malva-comum (Malva). Outra fonte de alimento muito comum são as sementes da alfarroba negra (Robinia pseudoacacia). Esporadicamente, também sugam os ovos de insectos ou os cadáveres de insetos mortos. As práticas de canibalismo também se encontram documentadas, mormente por parte de ninfas mais velhas.

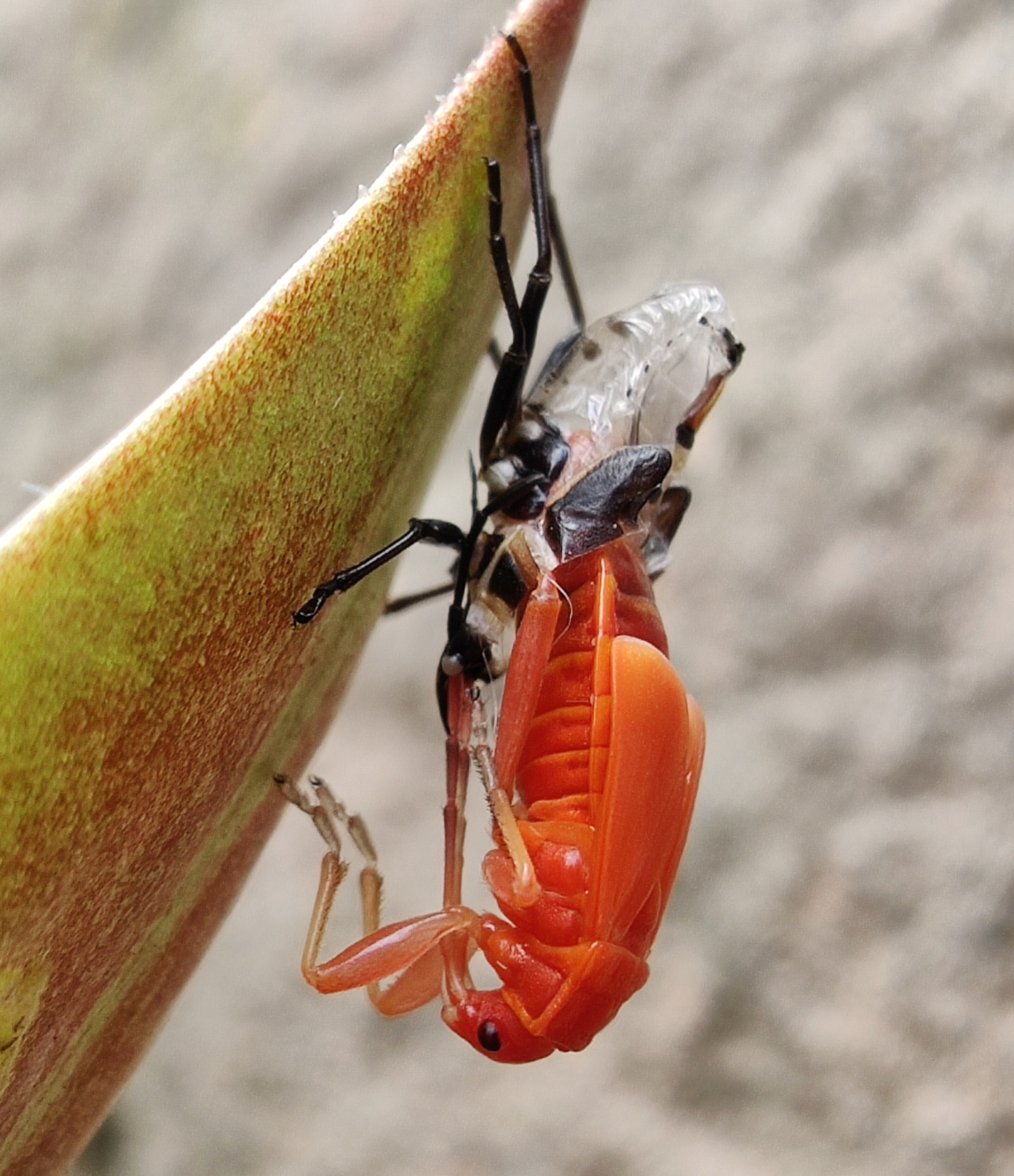
Percevejo-de-fogo durante a ecdise

## Vida
A espécie desenvolve-se em cinco etapas larvais. Em condições favoráveis, quando criada em laboratório, as primeiras quatro etapas são concluídas ao fim de 10 a 14 dias, sendo que a quinta etapa requer mais 7 a 10 dias adicionais. Em estado selvagem, todavia, o desenvolvimento demora muito mais tempo. O desenvolvimento de ovo a insecto imaginal tarda cerca de dois a três meses. Os percevejos-da-tília adultos vivem entre cerca de dois meses a um ano, por vezes, chegando quase até aos dois anos. As fêmeas fecundadas põem os cerca de 40 a 80 ovos em pequenas bolsas, absconsas em pequenas covas ou recantos naturais, às vezes escavadas no solo por elas mesmas.
Os percevejos-da-tília adultos hibernam. As fêmeas, regra geral, não põem ovos até depois do Inverno, em Abril ou Maio. Na Europa Central, a espécie conta com uma só geração anual. A diapausa é opcional, no entanto, em anos favoráveis e quentes, pode ocorre uma segunda geração parcial.
Os percevejos-da-tília são gregários, pelo que se concentram em agregações, em que os espécimes podem estar em diferentes etapas de desenvolvimento. Amiúde, podem encontrar-se grandes concentrações de centenas de espécimes à soalheira ou ao pé de tílias. As agregações mantém-se coesas por acção de feromonas.
A coloração rubinegra dos percevejos-da-tília serve como um sinal de advertência para os predadores, de sorte que são geralmente rejeitados por aves passeriformes e raramente comidos. Isto dever-se-á mormente à pouca aperiência destes insectos, ao paladar dos predadores, visto que os eventuais efeitos venenosos da sua ingestão se têm revelado muito baixos, à luz de estudos recentes. Supõe-se que os pássaros associem os percevejos-da-tília com os percevejos da família dos Lygaeidae e que, por conseguinte, evitem percevejos de cores semelhantes (mimetismo de Bates).

## Impacto na horticultura
Do que toca à horticultura, os percevejos são considerados inofensivos, porém, às vezes são tratados como pragas devido aos grandes enxames que inçam os cultivares. O extracto de abeto balsâmico (Abies balsamea) pode ser usado para prevenir o desenvolvimento de percevejos adultos, de se multiplicarem. Tal fica-se a dever a uma substância chamada juvabione, do grupo dos sesquiterpenos, que actua como um análogo das hormonas juvenis, retardando a maturação dos espécimes.

## Taxonomia
A espécie foi descrita pela primeira vez por Carlos Lineu como Cimex apterus. Tem como sinónimos Pyrrhocoris gregarius (Goeze, 1778), Pyrrhocoris sordidus Jakovlev, 1880, Pyrrhocoris pseudoapterus Ahmad & Perveen, 1986.
O género Pyrrhocoris é comum no Paleártico com seis espécies e na Europa Central com duas espécies. O muito mais raro Pyrrhocoris marginatus é inconfundível devido à sua coloração, que é completamente diferente (hemiélitro preto ou preto-castanho, com uma borda amarela). A única outra espécie europeia, Pyrrhocoris niger, é endémica da ilha de Creta.

### Etimologia
Do que toca ao nome científico:
- O nome genérico, Pyrrhocoris, advém dos étimos gregos "pyrrho-" (fogo), em alusão à sua coloração, e "coris" (bicho; percevejo), daí que os espécimes da família dos pirrocorídeos dêem pelo nome de «percevejo-de-fogo».[27]

- O epíteto específico, apterus, do grego ἄπτερος apteros, que significa «sem asas».[9]

No que concerne aos nomes comuns, a designação «percevejo-da-tília» deve-se ao biótipo natural e preferencial do insecto.

### Sinonímia
- Cimex apterus[4]